# Peter Nymann
Peter Nymann Mikkelsen (* 22. August 1982 in Kopenhagen,) ist ein ehemaliger dänischer Fußballspieler.

## Karriere

### Verein
Peter Nymanns erster Verein war Lillerød IF. Er wechselte von dort aus zu Frederikshavn IF. Danach ging es für ihn 2003 zurück nach Kopenhagen zum dort ansässigen Club B.93. Dort hielt es ihn allerdings nur ein Jahr, ehe er zu SønderjyskE wechselte. Mit den Südjüten gelang ihm 2005 der Aufstieg in die erste Liga. Jedoch stieg Nymann mit dem Club nach der Saison wieder ab. Aus diesem Grund wechselte er zu Odense BK. Mit Odense gewann er im ersten Jahr den dänischen Pokal. In seinen drei Jahren auf Fünen konnte er sich allerdings nicht durchsetzen. Zwar kam er in dieser Zeit auf 53 Spiele, durfte aber nur selten durchspielen. 2009 wechselte er weiter zu Esbjerg fB, wo er bis 2011 unter Vertrag stand. Nach jeweils zwei Saisons bei Djurgårdens IF Fotbollsförening und FC Vestsjælland spielte er seit 2016 beim AC Horsens, wo er 2021 seine Karriere beendet.

### Nationalmannschaft
2007 berief Dänemarks Nationaltrainer Morten Olsen Nymann zu der Amerika-Reise der sogenannten Liga-Nationalmannschaft, dessen Länderspiele nicht als Offizielle gewertet werden. Er stand bei der 1:3-Niederlage gegen die USA und beim 1:1 gegen Honduras auf dem Platz. Auch zwei Jahre später, bei der Asien-Reise stand er auf dem Platz und spielte gegen Polen (3:1) und gegen Thailand (3:0).
Sein erstes richtiges A-Länderspiel machte Nymann am 3. März 2010. Bei der 1:2-Niederlage in Wien gegen Österreich wurde er in der 76. Minute für William Kvist eingewechselt.

## Erfolge

### Verein
- Dänischer Pokalsieger: 2006/07 (mit Odense BK)